# Vuurtoren van Ediz Hook
De Ediz Hook Light is een vuurtoren in Port Angeles in de Amerikaanse staat Washington. De vuurtoren werd in gebouwd in 1865, in 1908 vervangen door een nieuw gebouw en in 1946 door een automatisch baken. 